# Clappertonia polyandra
Espèce
Synonymes
- Cephalonema polyandrum K. Schum. ex Sprague[2]
- Cephalonema polyandrum K.Schum. ex Sprague[3]
- Clappertonia polyandra (K. Schum. ex Sprague) Bech. (préféré par GRIN)[2]
- Honckenya polyandra (K.Schum.) Engl.[3]

Clappertonia polyandra est une espèce d'arbustes de la famille des Malvaceae. Cet arbre fruitier, de genre Clappertonia, est une plante originaire d'Afrique centrale et pousse dans les zones marécageuses, les forêts fluviales ou encore les friches. Il est plus communément appelé Helomb par le peuple  Banen au Cameroun. En outre, il est utilisé dans divers domaines, dont le textile et la médecine.

## Description
Cephalonema polyandrum, dont le nom accepté est Clappertonia polyandra, a été recensée par Karl Mortiz Schumann, un botaniste allemand, en 1930. Il s'agit d'un arbre fruitier, très répandu dans les forêts marécageuses et fluviales d'Afrique centrale. On le retrouve au Cameroun, en République centrafricaine, au Gabon, et en R.D du Congo. Au Gabon, Clappertonia polyandra est présent à plus de 460 m. d'altitude, alors que Clappertonia ficifolia, qui se distingue du premier grâce à ses fleurs de couleur violette, rose ou blanche et grâce à ses capsules non ailées, est présent dès le niveau de la mer jusqu'à une altitude de 485 m.. Cet arbuste atteint généralement 4 m. de haut et est ramifié. Les feuilles sont alternes et simples, la face extérieure est rouge tandis que la face intérieure est plus claire, à nervures pubérulentes. Le pétiole est long et grêle, tandis que le limbe est ovale et mesure entre 8 et 20 cm x 5 à 18 cm. Les feuilles inférieures sont à base cordée et à bord denté. Leur face supérieure est rougeâtre. Les fleurs sont bisexuées et régulières. Les pétales sont sessiles et jaunes. Le fruit est en forme de capsule de 3 à 5 cm x 1,5 à 2,5 cm. Le bord des ailes est couvert d'aiguillons glabres et contient plusieurs graines arrondies, mesurant environ 2 mm de diamètre et étant de couleur brune.

## Utilisation
Cephalonema polyandrum est utilisé dans divers domaines repris ci-dessous :
- Textile : la fibre[5] et l'écorce des plantes sauvages sont utilisées pour fabriquer des cordages, de la ficelle et des filets de chasse au Gabon. On coupe les jeunes tiges vertes lorsqu'elles mesurent entre 1 et 2 m. de long. Elles sont rouies dans l'eau et l'on extrait alors la fibre. Les fibres, devenues très résistantes, servent à faire également des sacs, des emballages et de la ficelle. Elles ne sont pas utilisées pour la fabrication de filets de pêche car elles ne sont pas résistantes à l'eau. Une seconde manière d'extraire la fibre est d'ôter l'écorce fraîche au couteau et de la laisser sécher au soleil pour séparer les fibres. Afin d'assouplir les rubans de fibre, ils sont humidifiés avec de l'eau avant d'être transformés en fils par roulements sur la cuisse.
- Médecine traditionnelle : au Congo, le jus de feuilles de Cephalonema polyandrum est recommandé pour faciliter l'accouchement, tandis que les racines et les feuilles sont utilisées en décoction pour traiter la diarrhée.
- Décoration : la plante est utilisée comme plante ornementale.